# Station Tornby
Station Tornby is een spoorweghalte in Tornby in de Deense gemeente Hjørring. Het oorspronkelijke stationsgebouw uit 1925 is een ontwerp van de architect Sylvius Knutzen. Het is niet meer in gebruik. Tornby ligt aan de lijn Hjørring - Hirtshals. 